# Görlitzer Schützengilde
Die Görlitzer Schützengilde ist ein Schützenverein, dessen Bestehen bereits am 24. Mai 1377 urkundlich nachweisbar ist. Der Verein wurde unter verschiedenen Bezeichnungen (Schützenvereinigung, Gesellschaft, Brüderschaft, Büchsenschützen usw.) genannt und trägt heute den Namen Görlitzer Schützengilde 1377 e.V.

## Geschichte
Wahrscheinlich bestand schon in der Gründungszeit der Stadt Görlitz (um 1250) eine Schützenvereinigung.

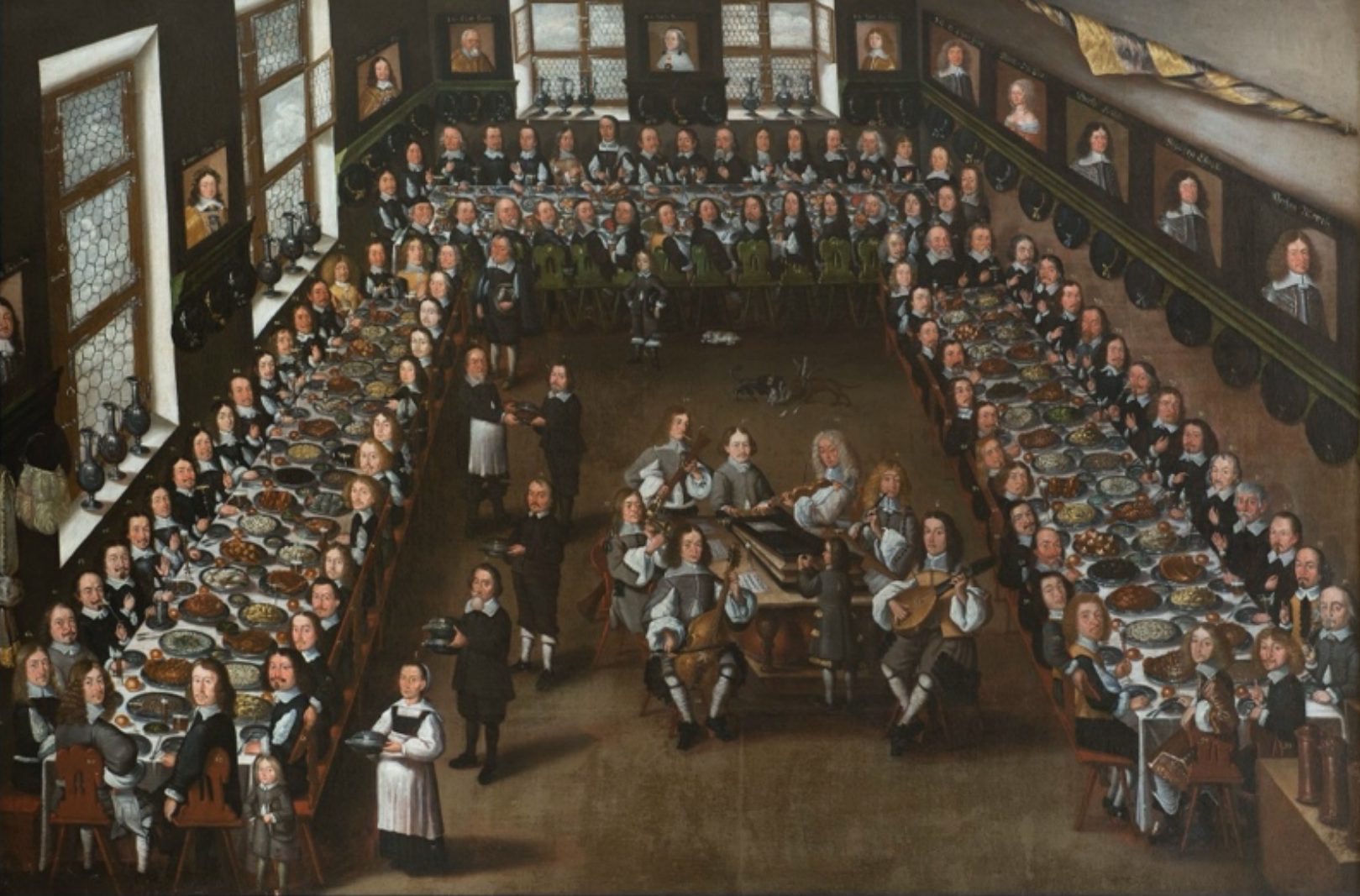
Johann Geysius: Schützenmahl (1658)

### Ursprünge ab dem 14. Jahrhundert
Im Jahr 1365 ist im alten Görlitzer Stadtbuch über das 14. Jahrhundert ein Heinrich als Schützenmeister eingetragen. Der Schützenmeister war damals ein städtisches Amt, das für die Aufsicht der Waffen und Waffenkammern, sowie für die Besserung der Armbrüste zuständig war. Er bewohnte ein städtisches Haus und erhielt Lohn und Kleidung. Würde sich aus dieser Urkunde ein Bestehen einer Schützenvereinigung ergeben, müsste das Gründungsdatum des Vereins 1365 lauten.
Am 24. Mai 1377 gab der „Görlitzer Rat“ zu der ‚Zelstatt‘ 48 damalige Groschen. Aus Urkunden aus dem Juni der Jahre 1393 und 1399 lässt sich schließen, dass mit der Zielstatt ein Ort gemeint war, wo Schießübungen abgehalten wurden. Am 26. Mai 1409 ist ein Vogelschießen belegt, als die Schützen mit Bier auf Kosten der Stadtkasse (72 Groschen) geehrt wurden.
Herzog Hans, der Sohn des mächtigen Kaiser Karls IV. lud zwischen 1378 und 1396 regelmäßig zum „Waffenspiele“ adlige Herren aus Meißen, Schlesien, Nordböhmen und der Lausitz nach Görlitz. Im Jahr 1389 mussten die Görlitzer Bürger die anfallenden Kosten mitfinanzieren. Von dieser kurzen Episode – in der der Landesherr seinen Hof in Görlitz hatte – abgesehen, waren die Görlitzer Bürger selbst auf die Verteidigung ihre Heime angewiesen – entweder durch eigens geübten Waffengebrauch oder durch Söldner von außerhalb. In diesem Umstand sah Richard Jecht den Ursprung der Schützengesellschaften damaliger Städte, einschließlich der Kleinstädte.
Zur damaligen Zeit waren die Görlitzer Bürger waffenpflichtig. Im Jahr 1429 standen 271 „große Feuergeschütze“ auf den Stadtmauern. Jedem Bürger war eine bestimmte Stelle zugewiesen, dazu sorgten Hauptleute für Ordnung. Jeder Wirt musste mindestens wenige Waffen bzw. Ausrüstung vorrätig haben. Die Einteilung der Stadtviertel hatte zunächst kriegsdienlichen Zweck, was aus den Bannern und Verschanzungen geschlossen wird. Es war die Fahne des Frauenviertels gelb-rot, des Reichenbacher Viertels blau-gelb, des Niklasviertels weiß-gelb und des Neißeviertels schwarz-gelb.
Der um 1600 mehrmals belegte Ausdruck Brüderschaft soll eine gesuchte Nähe der Schützenvereine zur Kirche vor der Reformation belegen.

### 15. Jahrhundert
Die Pfeil- und Armbrustschützen der Stadt Görlitz zum Kriegszweck hatten indes nichts mit den Schützenvereinigungen zu tun. Nachdem Ende des 14. Jahrhunderts das Schießpulver in Görlitz erstmals verwendet worden war, schoss man im Görlitzer Schützenverein im Sommer 1434 bereits mit Handbüchsen, vermutlich bereits im ersten Jahrzehnt des 15. Jahrhunderts.
Über das gesamte 15. Jahrhundert sind, meist im Abstand von wenigen Jahren, durchgehend Schützenfeste in Görlitz belegt. Die Hussitengefahr hatte das Verlangen nach Schützenfesten zum eigenen Sicherheitsgefühl der Teilnehmer gefördert.

### 16. Jahrhundert
Im 16. Jahrhundert bewirkte die Reformation mit all ihren neuen Freiheitsgefühlen der Bürger ein weiteres Aufblühen der Schießübungen im Sinne des Auslebens der Freuden des Lebens. Wurde der Schützenverein früher an den Dienst der Kirche abgelehnt, erwuchs er dann zu einem „Mittelpunkte städtischer Vergnügen, ‚zu einer bürgerlichen Kurzweile und Freude‘“ für die gesamte Bevölkerung: „Vornehm und gering, alt und jung, Mann und Frau“, unabhängig davon, ob die Feiernden überhaupt mit dem Schießen in Verbindung standen. Die Waffe, auch wenn die Übung darin nicht unbedingt die Hauptsache war, wurde zum umjubelten Symbol für fröhliches Zusammenleben.
Schießhäuser gab es damals wahrscheinlich noch nicht, stattdessen fand das Schießen im Zwinger und vielleicht im Freien an der Neiße statt, wo später das alte Schießhaus (heute Lindenweg bzw. Schützenweg) stand, oder an der Vogelstange, und baute sich Zielstätten, die Jecht aber von den Schießhäusern abgrenzte.

## Gebäude
Im Jahr 1531 ließ der Rat das Schießhaus an der Neiße bauen. Es war zunächst aus Holz, im Jahr 1544 wurde es untermauert. Es stand bis ins Jahr 1641, als die von den Schweden belagerte Stadt Görlitz von den kaiserlichen und kursächsischen Truppen zurückerobert werden sollte, und das Schießhaus dem Erdboden gleich machten. Der sächsische Kurfürst Johann Georg I. sorgte nach 10 Jahren für den Wiederaufbau.
Um 1720 wurde ein Erker über der Neiße hinzugefügt, nach dem Stadtbrand des Jahres 1726 musste es abermals aufgebaut werden. In den Jahren 1759 und 1760 litt es kriegsbedingt erneut aber wiederhergestellt. 1880 verließ die Schützengesellschaft dieses Haus und zog in die Zittauer Straße um und veranstaltete Feste.
Auch am Frauenturm stand über mehrere Jahrhunderte ein Schießhaus.

## Privilegien
Seit dem 16. Jahrhundert empfingen die Schützen in den Oberlausitzer Schützenvereinigungen, insbesondere die Schützenkönige von den Landesherren (beispielsweise Kaiser Rudolf II., Kurfürst Johann Georg I., Kurfürst Friedrich August III.) gestattete Privilegien in Form von Steuerfreiheiten, weiteren finanziellen Zuwendungen oder Wein.
Am 14. März 1848 veräußerte Königin Elisabeth den Schützen eine prächtige Fahne, die im Folgenden bei den Schützenfesten gezeigt wurde. Sie in Berlin durch den königlichen Hofsticker Röhricht angefertigt. Sie bildete auf rotem, golden umrahmten Grund ein silbernes „E“ (für Elisabeth) ab, seitlich umgeben von Eichenzweigen, in den Ecken jeweils zweimal das königlich preußische bzw. königlich bayrische Wappen. Die „Panierseite“ der Fahne zeigte das volle Görlitzer Stadtwappen umgeben von jeweils zwei Löwen- bzw. Adlerwappen in den Ecken.

## Ältestes Büchsenschützenbuch
Das älteste Büchsenschützenbuch ist die wichtigste Urkunde unter den Schützenakten. Es enthält eine vollständige Auflistung der Schützenfeste von 1529 bis 1706, außerdem einige wichtige Wappenzeichnungen.

## Dreiflügelige Schützentafel
Im Besitz der Schützengilde befindet sich ein bedeutendes Gemälde von 1,65 m Höhe und 2, 34 m Breite. Es zeigt ein Schützenmahl auf dem etwa 100 Büchsenschützen mit namentlich bekannter Zuordnung abgebildet sind. Es ist auch als Triptychon bezeichnet. Der Künstler war Johann Geysius (* 27. Juni 1625; gest. 10. November 1676). Das Bild zu datieren ist angesichts der Tatsache, dass das Bild nicht einen Zeitpunkt abbildet, sondern eher eine Ansammlung von bedeutenden Büchsenschützen, die Geysius kannte. Es sind zweifelsohne Porträtbilder und keine bedeutungslosen Symbolbilder. Es wurde wohl um 1660 gemalt. Christoph Nathe reinigte das große Bild im Jahr 1789. Neueren Angaben (2023) der Stadt Zittau datieren das Bild auf das Jahr 1658. Demnach befindet es sich im Görlitzer Rathaus. Nach wiederum anderen Angaben (2020) befindet sich das Gemälde im Kulturhistorischen Museum Görlitz.
Das Gemälde zeigt unter anderem:
- Bartholomäus Gehler
- Georg Endermann
- Gregor Gobius
- Tobias Schnitter
- Karl Förster
- Karl Förster
- Albin Seyfried
- Christian Möller von Möllerstein
- Georg Emmerich
- Elias Dietrich

Und auf den Gemälden im Gemälde sind zu sehen:
- König von Schweden
- Leopold, römischer Kaiser
- Ferdinand III., römischer Kaiser
- Johann Georg I., Kurfürst von Sachsen
- Magdalena Sibylla, Herzogin von Sachsen
- Johann Georg II., Kurzprinz von Sachsen
- Johann Georg II., Kurfürst von Sachsen
- Herzogin von Sachsen, vielleicht Johann Georgs II. Gemahlin
- Herzog August
- Herzog Christian
- Herzog Moritz